# يورن خواكيم
يورن يواخيم (بالألمانية: Jörn Leonhard)‏ هو مؤرخ ومؤرخ عسكري ألماني، ولد في 27 مايو 1967 في بيركنفلد في ألمانيا.